# Formuła 1 Sezon 1994

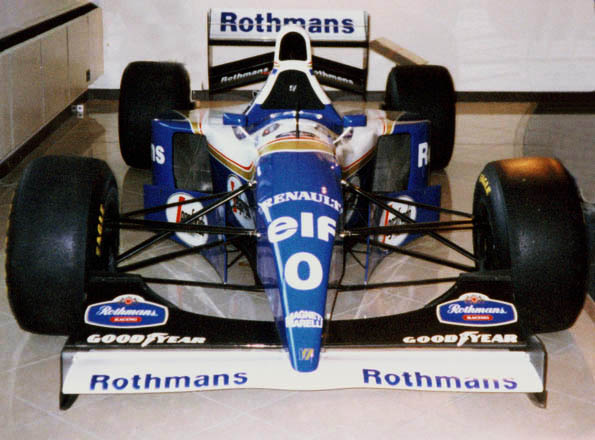
Williams FW16

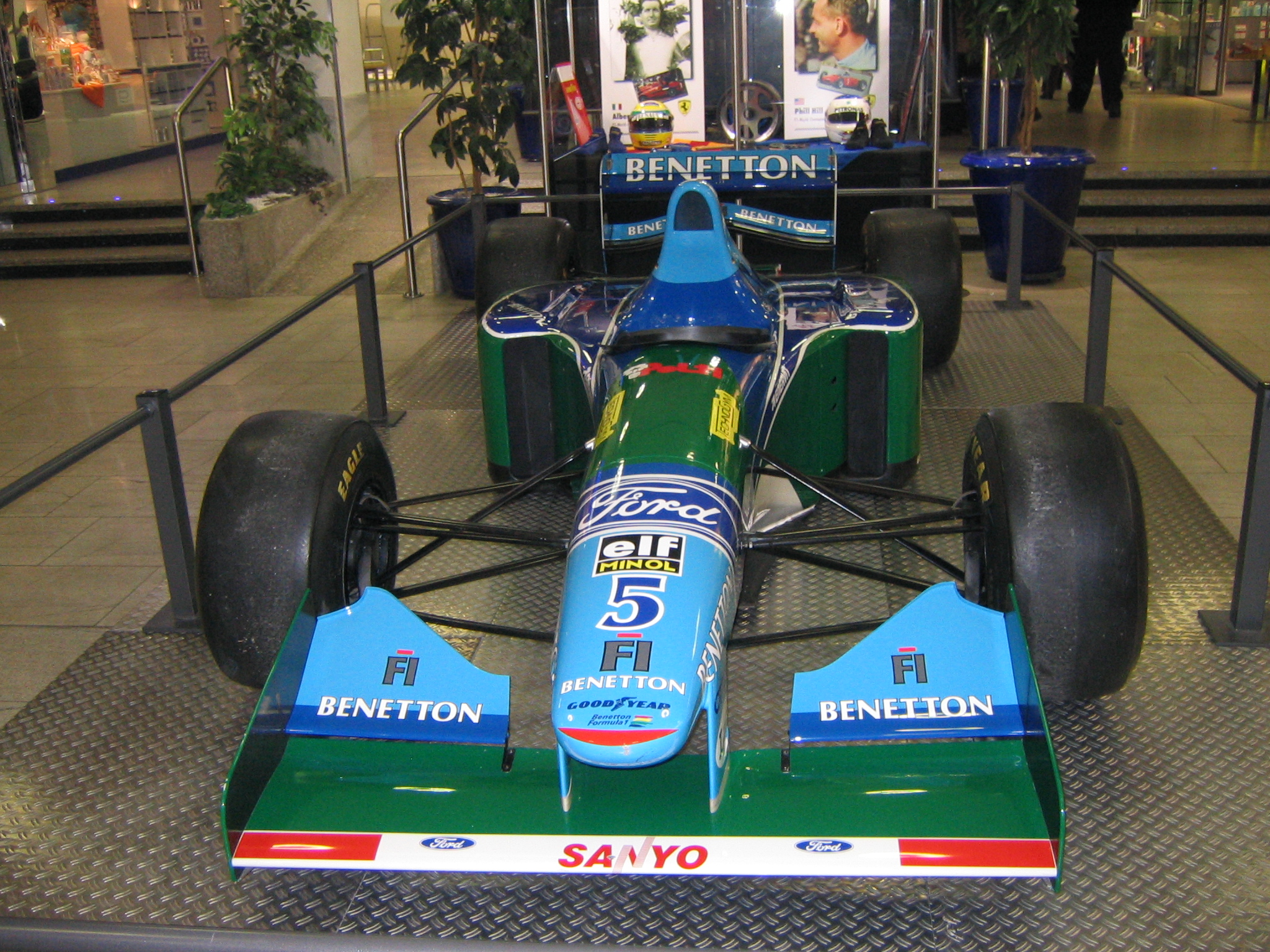
Benetton B194

Sezon 1994 Formuły 1 – 45. sezon o Mistrzostwo Świata Formuły 1. Tytuł mistrza kierowców zdobył Michael Schumacher, natomiast mistrzostwo konstruktorów zdobyła ekipa Williams. Był to jeden z najtragiczniejszych i kontrowersyjnych sezonów w historii tego sportu.

## Opis sezonu

### Zmiany i regulacje techniczne

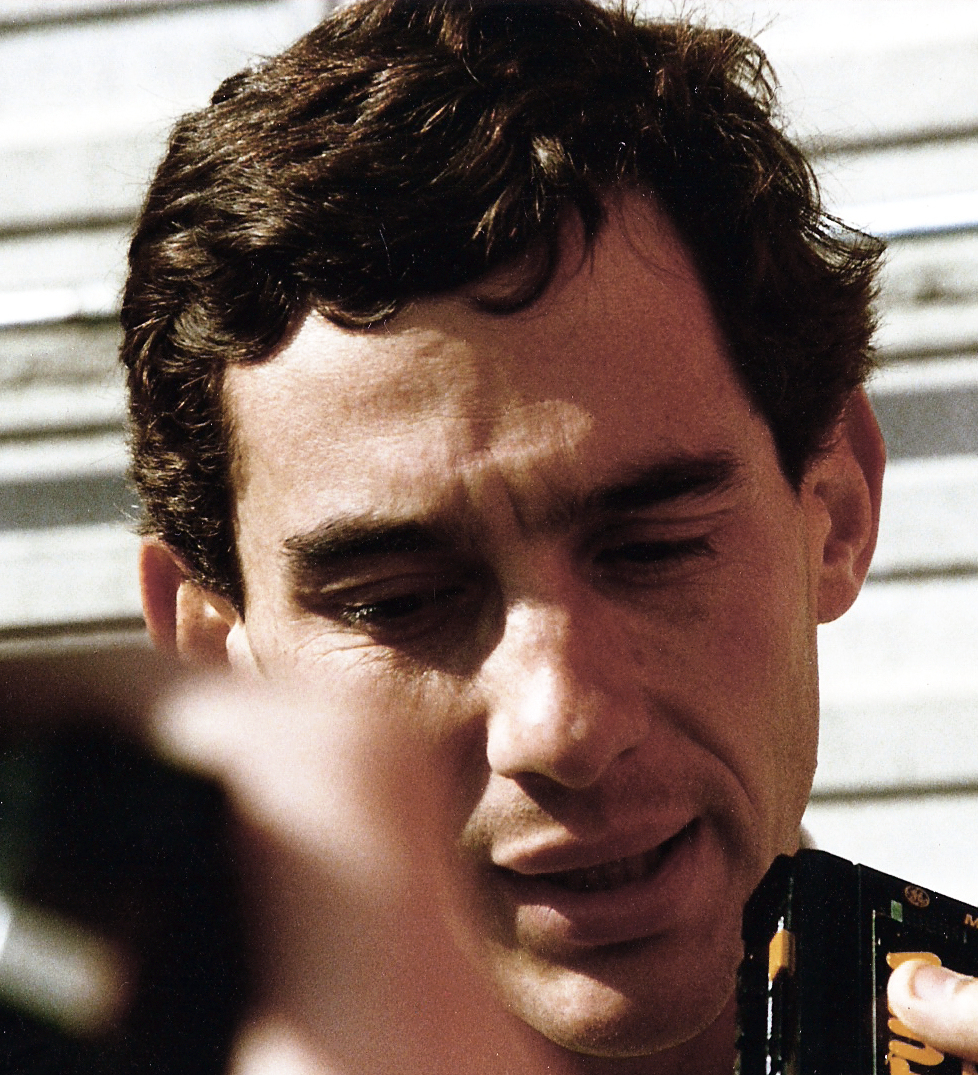
Ayrton Senna

Sezon 1994 miał stać pod znakiem dominacji zespołu Williams i Ayrtona Senny. Odejście z Formuły 1 ówczesnego mistrza świata, Alaina Prosta i przejście Brazylijczyka z nie najszybszego McLarena do wówczas najlepszego Williamsa z mocnymi silnikami Renault miało dać Sennie czwarty tytuł mistrzowski. Jednakże przed sezonem FIA w celu uatrakcyjnienia rywalizacji w Formule 1 wprowadziła pewne zmiany regulaminowe, by „najbardziej w wyścigu liczyły się umiejętności kierowcy”. Nadal używano silników 3,5 l, ale zakazano stosowania ABS-u, kontroli trakcji, aktywnego zawieszenia, elektronicznego akceleratora i skrętnych wszystkich czterech kół, które to (głównie kontrola trakcji i aktywne zawieszenie) spowodowały, iż zespół Williamsa odnosił miażdżącą przewagę nad rywalami w sezonach 1992 i 1993. Zmiany wymusiły konieczność wybudowania całkiem nowego bolidu, FW16, który mimo swej perfekcyjnej aerodynamiki nie był udany, a jego dużym uniedogodnieniem był wąski kokpit. Mimo to Williams pozostał murowanym faworytem sezonu 1994.

### Początek sezonu
Już przedsezonowe testy zapowiadały, że będzie to sezon, w którym nie obejdzie się bez poważniejszych wypadków. Jyrki Järvilehto w styczniu złamał jeden z kręgów lędźwiowych na torze Silverstone, a Jean Alesi w trakcie kwietniowych testów złamał kark na torze Mugello.
Sezon otwierał wyścig o Grand Prix Brazylii na torze Interlagos. Pole position zdobył idol miejscowych kibiców i zarazem główny pretendent do tytułu, Ayrton Senna. Do 21. okrążenia wyścigu prowadzący w wyścigu Senna jechał przed Michaelem Schumacherem, po czym obaj kierowcy w tym samym czasie zjechali do boksów celem tankowania. Senna podczas postoju w boksach został wyprzedzony przez Schumachera dzięki szybszemu pit-stopowi (pojawiły się później sugestie, iż Schumacherowi w nielegalny sposób zwiększono przepustowość tankowania), a ścigając Niemca, popełnił błąd i wypadł z zakrętu – uszkodzony Williams nie nadawał się do dalszej jazdy. Groźnie wyglądał natomiast wypadek debiutującego Josa Verstappena z Martinem Brundlem, ale żadnemu z nich nie stało się nic poważnego. Drugie miejsce w wyścigu zajął Damon Hill, a trzecie – Jean Alesi.
Trzy tygodnie później przed wyścigiem o Grand Prix Pacyfiku na goszczącym pierwszy raz Formułę 1 torze TI Circuit Aida pole position ponownie wywalczył Senna. Jednakże podczas wyścigu przed pierwszym zakrętem uczestniczył on w karambolu i odpadł z wyścigu zaledwie kilkaset metrów po starcie. Ten wyścig był jednocześnie kompromitacją zespołu Williams-Renault, gdyż wyścigu również nie ukończył partner zespołowy Senny – Damon Hill – z powodu awarii układu przeniesienia napędu w jego samochodzie. Wyścig wygrał Schumacher, wyprzedzając Gerharda Bergera i Rubensa Barrichello. Po wyścigu w samochodach Ferrari odkryto formę kontroli trakcji, ale nie ukarano zespołu.
Następny wyścig miał odbyć się 1 maja na torze Imola.

### Grand Prix San Marino 1994
Termin organizacji wyścigu Grand Prix San Marino 1994 z powodu tragicznych zdarzeń nazywany jest „czarnym weekendem”. W piątek 29 kwietnia o godzinie 13:15 podczas treningów na zakręcie Variante Bassa Rubens Barrichello uderzył w wysoki, niebezpieczny krawężnik przy prędkości około 220 km/h. Jego Jordan wzbił się w powietrze, po czym uderzył w siatkę oddzielającą kibiców od toru i przekoziołkował. Barrichello w wyniku wypadku złamał nos i stracił przytomność, a dzięki błyskawicznej reakcji prof. Sida Watkinsa uniknął połknięcia własnego języka.
Następnego dnia, podczas drugiej sesji kwalifikacyjnej, około godziny 13:20, przy prędkości ponad 300 km/h Roland Ratzenberger rozbił się swoim Simtekiem na zakręcie Villeneuve; jego głowa bezwładnie opadła w dół. Przeprowadzono błyskawiczną akcję reanimacyjną, a następnie odwieziono Ratzenbergera do szpitala w Bolonii. Godzinę po wypadku poinformowano o śmierci Ratzenbergera.

Zakręt Tamburello w 1994

Mimo tragicznego wypadku organizatorzy rozegrali wyścig, albowiem w przypadku jego odwołania administracja toru poniosłaby wielomilionowe straty. Na starcie wyścigu o godzinie 14:00 doszło do groźnie wyglądającego wypadku – Benetton Jyrkiego Järvilehto zgasł, po czym na kierowcę najechał przy prędkości ponad 200 km/h Pedro Lamy, a koło jego Lotusa przeskoczyło nad płotem i zranił dziewięciu kibiców. Po tym wydarzeniu na tor wyjechał dość powolny safety car, jakim wtedy był Opel Vectra A. Jego niska prędkość była później kwestionowana, jako że jadące za nim bolidy, ze względu na niską prędkość, traciły ciśnienie w oponach. Lider wyścigu Ayrton Senna podjechał wtedy do Vectry i zachęcał do zwiększenia prędkości, nerwowo gestykulując, po czym zjechał z powrotem do boksów na szóstym okrążeniu. Senna i Michael Schumacher oddalili się od reszty stawki. Okrążenie później, o godzinie 14:17 na szybkim zakręcie Tamburello, lider wyścigu Ayrton Senna wjechał w bandę przy prędkości 218 km/h. Oficjalnym powodem tego wydarzenia, uznanym przez sąd, jest pęknięcie drążka kierowniczego; wymieniane są jednakże również inne, takie jak np. najechanie przez Sennę na odłamek bolidu Järvilehto czy utrata siły dociskowej na skutek niskiego ciśnienia w oponach. Sennę przewieziono do szpitala w Bolonii, gdzie o godzinie 18:40 ogłoszono śmierci kierowcy. We wraku jego samochodu odkryto austriacką flagę, którą Senna po ewentualnym zwycięstwie w wyścigu chciał wystawić na publiczny widok i przejechać z nią jedno honorowe okrążenie – na cześć Ratzenbergera. W dalszej części wyścigu Érik Comas był o krok od tragedii po tym, gdy w wyniku nieporozumienia wyjechał na tor – niewiele brakowało, a uderzyłby swoim Larroussem w helikopter medyczny. W tym samym wyścigu podczas wyjazdu z boksów Minardiemu Michelego Alboreto odpadło koło i ciężko zraniło mechanika Ferrari.
Wyścig wygrał Michael Schumacher, przed Nikolą Larinim i Miką Häkkinenem. Z powodu śmierci kierowców nie dano tamtego dnia tradycyjnego szampana zwycięzcom.

### Po Imoli
Następny wyścig odbył się w Monako, gdzie zdarzył się kolejny wypadek. W trakcie kwalifikacji do wyścigu (które wygrał Schumacher) Saubera rozbił Karl Wendlinger, który na skutek tego zderzenia zapadł w śpiączkę na dwa tygodnie. Czwarty wyścig z rzędu wygrał Michael Schumacher, który znalazł się przed Martinem Brundlem i Gerhardem Bergerem. Po tym wyścigu Niemiec pokonywał swojego najgroźniejszego rywala, Damona Hilla stosunkiem punktowym 40:7.
Następnym wyścigiem w kalendarzu było rozgrywane 29 maja Grand Prix Hiszpanii na torze Circuit de Catalunya. W trakcie kwalifikacji (pole position wywalczył drugi raz z rzędu Michael Schumacher) Simteka doszczętnie rozbił debiutant Andrea Montermini, który wskutek tego złamał kości stopy. Wyścig po raz pierwszy w sezonie wygrał Damon Hill. Poza tym na podium znaleźli się Michael Schumacher i Mark Blundell, który jeździł wówczas dość słabym Tyrrellem.
Kwalifikacje do Grand Prix Kanady również należały do Schumachera, który zdobył swoje trzecie z rzędu pole position. Wygrał on także wyścig, wyprzedzając drugiego Damona Hilla i trzeciego Jeana Alesiego. Mimo że w następnym wyścigu, o Grand Prix Francji, pole position wywalczył Hill, przerywając tym samym serię Schumachera, to Niemiec triumfował w wyścigu (drugi był Hill, trzeci Berger). Następnym wyścigiem w kalendarzu był wyścig o Grand Prix Wielkiej Brytanii.

### Afery wokół Benettona

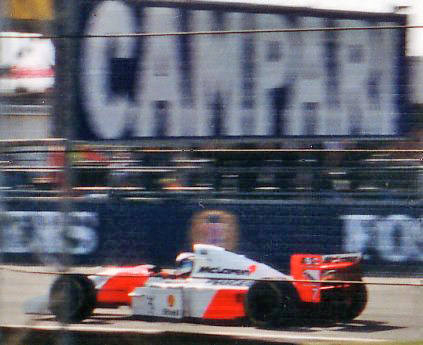
Mika Häkkinen podczas Grand Prix Wielkiej Brytanii

Podczas okrążenia rozgrzewkowego do Grand Prix Wielkiej Brytanii (pole position wywalczył Damon Hill) Schumacher mimo zakazu regulaminowego wyprzedził Damona Hilla (po wyścigu twierdził, że nie wiedział o takim przepisie). Nałożono za to na niego karę stop & go, jednakże Niemiec ją zignorował. Wskutek tego odebrano Schumacherowi drugie miejsce, a podium wyglądało następująco: pierwszy – Hill, drugi – Alesi, trzeci – Häkkinen; na półmetku sezonu Schumacher miał 66 punktów, a Hill – 39.
Kara, jaką nałożono na Schumachera, polegała nie tylko na odebraniu mu sześciu punktów, ale również na wykluczeniu Niemca z wyścigów o Grand Prix Niemiec oraz Grand Prix Węgier. Ostatecznie po złożeniu przez zespół apelacji Niemiec pojechał w tych wyścigach, ale zabroniono mu startu w Grand Prix Włoch i Grand Prix Portugalii.
Pole position przed wyścigiem o Grand Prix Niemiec wywalczył Damon Hill; Schumacher był dopiero czwarty. Ku rozpaczy miejscowych kibiców Schumacher wycofał się na 20. okrążeniu z powodu awarii silnika Forda. Wyścig ten wygrał Gerhard Berger na Ferrari. Znakomicie spisali się kierowcy Ligierów: Olivier Panis był drugi, a Éric Bernard ą trzeci.
Wyścig w Niemczech zostanie zapamiętany głównie z powodu pożaru, jaki wybuchł w boksach podczas tankowania Benettona Josa Verstappena. Pośrednią przyczyną było nielegalne zwiększenie przepustowości tankowania z 12 do 14 litrów na sekundę poprzez usunięcie siatkowego filtra. Benetton tłumaczył się, że przedstawiciel producenta urządzeń do tankowania, firmy Intertechnique, wyraził zgodę na usunięcie tego filtra. Zespół Larrousse potwierdził tę wersję wydarzeń (jednakże należy pamiętać, że team ten kupował w owym czasie od Benettona skrzynie biegów). Ponadto zarzucono zespołowi, iż stosował on zakazany przez regulamin system "launch control", pozwalający na optymalny, zautomatyzowany start poprzez wykorzystanie pełnej możliwości układu napędowego. Po badaniu dokonanym przez specjalistyczną firmę, LDRA, okazało się, iż w oprogramowaniu ukryto instrukcje umożliwiające samoczynne sterowanie sprzęgłem, obrotami silnika i skrzynią biegów. Benetton oświadczył, iż nigdy z tych instrukcji nie korzystano ponieważ ukryto je przed kierowcami tak, by ci z nich nie korzystali, a usunięcie ich jest zbyt kosztowne i może negatywnie wpłynąć na inne systemy. LDRA ustaliła, w jaki sposób aktywowało się system: albo przez wywołanie menu programów, zjechanie na sam dół (poniżej ostatniej opcji), najechanie kursorem na – wydawałoby się – puste miejsce, i wciśnięcie odpowiedniego klawisza, albo z pozycji kierowcy za pomocą sekwencji komend wprowadzanych za pomocą pedałów i dźwigienek biegów. Mimo tych ustaleń ostatecznie postanowiono nie karać zespołu.
Kolejne wyścigi Formuły 1 w sezonie 1994 odbyły się w Węgrzech. Pole position do wyścigu o Grand Prix Węgier wywalczył Michael Schumacher, który wygrał ten wyścig. Drugi do mety dojechał Damon Hill, a trzeci – Jos Verstappen, który na ostatnim okrążeniu wyprzedził, mającego problemy ze swoim McLarenem, Martina Brundle'a.
Podczas deszczowych kwalifikacji do Grand Prix Belgii pierwsze pole startowe zupełnie nieoczekiwanie wywalczył Rubens Barrichello na Jordanie. Wyścig wygrał Schumacher, ale badanie techniczne przeprowadzone po wyścigu wykazało, że wymagana regulaminem deska umieszczona pod podłogą bolidu nie ma odpowiedniej grubości. Ostatecznie zdyskwalifikowano Schumachera, dzięki czemu zwycięstwo przy "zielonym stoliku" odniósł Damon Hill (drugie miejsce zdobył Häkkinen, a trzecie – Verstappen).

### Końcówka sezonu

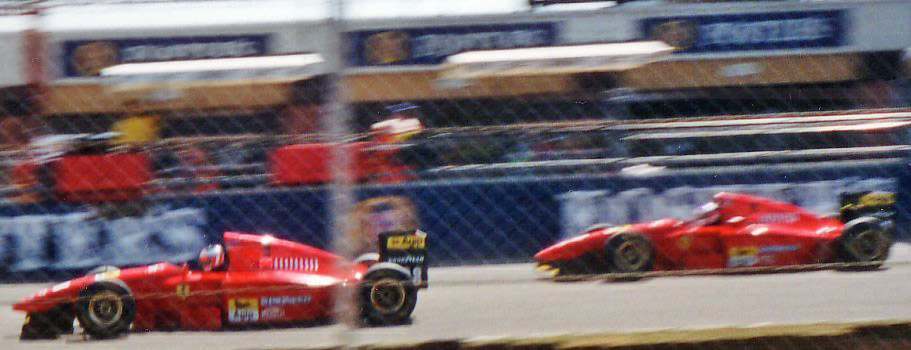
Gerhard Berger i Jean Alesi

Chcąc marzyć o tytule mistrza świata, Hill musiał wykorzystać szansę, jaką był fakt, iż miejsce Schumachera w zespole na dwa wyścigi zajął Jyrki Järvilehto. Dwa pierwsze miejsca startowe do wyścigu o Grand Prix Włoch, ku ogromnej uciesze włoskich tifosi, zajęli kierowcy Ferrari – Jean Alesi i Gerhard Berger. Wyścig jednakże wygrał Hill, wyprzedzając Bergera i Häkkinena. W kolejnym wyścigu (o Grand Prix Portugalii) pole position zdobył również kierowca Ferrari – Berger, jednakże podwójne zwycięstwo odniósł zespół Williamsa – triumfował Damon Hill przed Davidem Coulthardem i Miką Häkkinenem. W klasyfikacji ogólnej przewaga Schumachera "stopniała" do jednego punktu.
Gdy Schumacher wrócił za kierownicę bolidu po odbyciu kary, wygrał wyścig o Grand Prix Europy, rozgrywane na torze Circuito Permanente de Jerez. Zdobył on także pole position. Drugie miejsce w wyścigu zajął Damon Hill, a trzecie – trzeci raz z rzędu – Mika Häkkinen.
Wyścig o Grand Prix Japonii wygrał Damon Hill przed Michaelem Schumacherem (wywalczył pole position) i Jeanem Alesim.
Do ostatniego wyścig sezonu, Grand Prix Australii, Schumacher przystępował z przewagą jednego punktu nad Damonem Hillem (stosunek 92:91). Pole position do tego wyścigu wywalczył mistrz świata z 1992, Nigel Mansell na Williamsie, z przewagą 0,02 sek. nad Schumacherem i 0,65 sek. nad Hillem. W trakcie wyścigu prowadzenie objął Schumacher, który jednak na 35. okrążeniu wyjechał na pobocze, uderzył bolidem w betonową barierę ochronną, a po powrocie na tor przyblokował próbującego go wyprzedzić Hilla tak niefortunnie, że spowodował wypadek, w wyniku którego obaj odpadli z wyścigu. Schumacher po wyścigu upierał się, że nie spowodował kolizji celowo; FIA uwierzyła jego tłumaczeniom i zadecydowała o przyznaniu tytułu Schumacherowi, który po emocjonującym, tragicznym i kontrowersyjnym sezonie pokonał w klasyfikacji Hilla o jeden punkt. Wyścig na torze w Adelajdzie wygrał Mansell.

## Lista startowa
| Zespół                                 | Konstruktor       | Samochód     | Silnik                                          | Opony | Nr | Kierowcy wyścigowi     | Rundy       | Kierowcy rezerwowi                                        |
| -------------------------------------- | ----------------- | ------------ | ----------------------------------------------- | ----- | -- | ---------------------- | ----------- | --------------------------------------------------------- |
| Rothmans Williams Renault              | Williams-Renault  | FW16 FW16B   | Renault RS6 3.0 V10                             | G     | 0  | Damon Hill             | 1–16        | David Coulthard Jean-Christophe Boullion Emmanuel Collard |
| Rothmans Williams Renault              | Williams-Renault  | FW16 FW16B   | Renault RS6 3.0 V10                             | G     | 2  | Ayrton Senna           | 1–3         | David Coulthard Jean-Christophe Boullion Emmanuel Collard |
| Rothmans Williams Renault              | Williams-Renault  | FW16 FW16B   | Renault RS6 3.0 V10                             | G     | 2  | David Coulthard        | 5–6, 8–13   | David Coulthard Jean-Christophe Boullion Emmanuel Collard |
| Rothmans Williams Renault              | Williams-Renault  | FW16 FW16B   | Renault RS6 3.0 V10                             | G     | 2  | Nigel Mansell          | 7, 14–16    | David Coulthard Jean-Christophe Boullion Emmanuel Collard |
| Tyrrell Racing Organisation            | Tyrrell-Yamaha    | 022          | Yamaha OX10B 3.5 V10                            | G     | 3  | Ukyō Katayama          | 1–16        |                                                           |
| Tyrrell Racing Organisation            | Tyrrell-Yamaha    | 022          | Yamaha OX10B 3.5 V10                            | G     | 4  | Mark Blundell          | 1–16        |                                                           |
| Mild Seven Benetton Ford               | Benetton-Ford     | B194         | Ford EC Zetec-R 3.5 V8                          | G     | 5  | Michael Schumacher     | 1–11, 14–16 | Jos Verstappen Allan McNish                               |
| Mild Seven Benetton Ford               | Benetton-Ford     | B194         | Ford EC Zetec-R 3.5 V8                          | G     | 5  | JJ Lehto               | 12–13       | Jos Verstappen Allan McNish                               |
| Mild Seven Benetton Ford               | Benetton-Ford     | B194         | Ford EC Zetec-R 3.5 V8                          | G     | 6  | Jos Verstappen         | 1–2, 7–14   | Jos Verstappen Allan McNish                               |
| Mild Seven Benetton Ford               | Benetton-Ford     | B194         | Ford EC Zetec-R 3.5 V8                          | G     | 6  | JJ Lehto               | 3–6         | Jos Verstappen Allan McNish                               |
| Mild Seven Benetton Ford               | Benetton-Ford     | B194         | Ford EC Zetec-R 3.5 V8                          | G     | 6  | Johnny Herbert         | 15–16       | Jos Verstappen Allan McNish                               |
| Marlboro McLaren Peugeot               | McLaren-Peugeot   | MP4/9        | Peugeot A6 3.5 V10                              | G     | 7  | Mika Häkkinen          | 1–9, 11–16  | Philippe Alliot Yannick Dalmas                            |
| Marlboro McLaren Peugeot               | McLaren-Peugeot   | MP4/9        | Peugeot A6 3.5 V10                              | G     | 7  | Philippe Alliot        | 10          | Philippe Alliot Yannick Dalmas                            |
| Marlboro McLaren Peugeot               | McLaren-Peugeot   | MP4/9        | Peugeot A6 3.5 V10                              | G     | 8  | Martin Brundle         | 1–16        | Philippe Alliot Yannick Dalmas                            |
| Footwork Ford                          | Footwork-Ford     | FA15         | Ford HBE7/8 3.5 V8                              | G     | 9  | Christian Fittipaldi   | 1–16        |                                                           |
| Footwork Ford                          | Footwork-Ford     | FA15         | Ford HBE7/8 3.5 V8                              | G     | 10 | Gianni Morbidelli      | 1–16        |                                                           |
| Team Lotus                             | Lotus-Mugen-Honda | 107C 109     | Mugen-Honda MF-351 HC 3.5 V10 MF-351 HD 3.5 V10 | G     | 11 | Pedro Lamy             | 1–4         | Alessandro Zanardi Massimiliano Papis Warren Hughes       |
| Team Lotus                             | Lotus-Mugen-Honda | 107C 109     | Mugen-Honda MF-351 HC 3.5 V10 MF-351 HD 3.5 V10 | G     | 11 | Alessandro Zanardi     | 5–10, 12    | Alessandro Zanardi Massimiliano Papis Warren Hughes       |
| Team Lotus                             | Lotus-Mugen-Honda | 107C 109     | Mugen-Honda MF-351 HC 3.5 V10 MF-351 HD 3.5 V10 | G     | 11 | Philippe Adams         | 11, 13      | Alessandro Zanardi Massimiliano Papis Warren Hughes       |
| Team Lotus                             | Lotus-Mugen-Honda | 107C 109     | Mugen-Honda MF-351 HC 3.5 V10 MF-351 HD 3.5 V10 | G     | 11 | Éric Bernard           | 14          | Alessandro Zanardi Massimiliano Papis Warren Hughes       |
| Team Lotus                             | Lotus-Mugen-Honda | 107C 109     | Mugen-Honda MF-351 HC 3.5 V10 MF-351 HD 3.5 V10 | G     | 11 | Mika Salo              | 15–16       | Alessandro Zanardi Massimiliano Papis Warren Hughes       |
| Team Lotus                             | Lotus-Mugen-Honda | 107C 109     | Mugen-Honda MF-351 HC 3.5 V10 MF-351 HD 3.5 V10 | G     | 12 | Johnny Herbert         | 1–13        | Alessandro Zanardi Massimiliano Papis Warren Hughes       |
| Team Lotus                             | Lotus-Mugen-Honda | 107C 109     | Mugen-Honda MF-351 HC 3.5 V10 MF-351 HD 3.5 V10 | G     | 12 | Alessandro Zanardi     | 14–16       | Alessandro Zanardi Massimiliano Papis Warren Hughes       |
| Sasol Jordan                           | Jordan-Hart       | 194          | Hart 1035 3.5 V10                               | G     | 14 | Rubens Barrichello     | 1–16        | Kelvin Burt                                               |
| Sasol Jordan                           | Jordan-Hart       | 194          | Hart 1035 3.5 V10                               | G     | 15 | Eddie Irvine           | 1, 5–16     | Kelvin Burt                                               |
| Sasol Jordan                           | Jordan-Hart       | 194          | Hart 1035 3.5 V10                               | G     | 15 | Aguri Suzuki           | 2           | Kelvin Burt                                               |
| Sasol Jordan                           | Jordan-Hart       | 194          | Hart 1035 3.5 V10                               | G     | 15 | Andrea de Cesaris      | 3–4         | Kelvin Burt                                               |
| Tourtel Larrousse F1                   | Larrousse-Ford    | LH94         | Ford HBF7/8 3.5 V8                              | G     | 19 | Olivier Beretta        | 1–10        |                                                           |
| Tourtel Larrousse F1                   | Larrousse-Ford    | LH94         | Ford HBF7/8 3.5 V8                              | G     | 19 | Philippe Alliot        | 11          |                                                           |
| Tourtel Larrousse F1                   | Larrousse-Ford    | LH94         | Ford HBF7/8 3.5 V8                              | G     | 19 | Yannick Dalmas         | 12–13       |                                                           |
| Tourtel Larrousse F1                   | Larrousse-Ford    | LH94         | Ford HBF7/8 3.5 V8                              | G     | 19 | Hideki Noda            | 14–16       |                                                           |
| Tourtel Larrousse F1                   | Larrousse-Ford    | LH94         | Ford HBF7/8 3.5 V8                              | G     | 20 | Érik Comas             | 1–15        |                                                           |
| Tourtel Larrousse F1                   | Larrousse-Ford    | LH94         | Ford HBF7/8 3.5 V8                              | G     | 20 | Jean-Denis Délétraz    | 16          |                                                           |
| Minardi Scuderia Italia                | Minardi-Ford      | M193B M194   | Ford HBC7/8 3.5 V8                              | G     | 23 | Pierluigi Martini      | 1–16        | Luca Badoer                                               |
| Minardi Scuderia Italia                | Minardi-Ford      | M193B M194   | Ford HBC7/8 3.5 V8                              | G     | 24 | Michele Alboreto       | 1–16        | Luca Badoer                                               |
| Ligier Gitanes Blondes                 | Ligier-Renault    | JS39B        | Renault RS6 3.5 V10                             | G     | 25 | Éric Bernard           | 1–13        | Franck Lagorce                                            |
| Ligier Gitanes Blondes                 | Ligier-Renault    | JS39B        | Renault RS6 3.5 V10                             | G     | 25 | Johnny Herbert         | 14          | Franck Lagorce                                            |
| Ligier Gitanes Blondes                 | Ligier-Renault    | JS39B        | Renault RS6 3.5 V10                             | G     | 25 | Franck Lagorce         | 15–16       | Franck Lagorce                                            |
| Ligier Gitanes Blondes                 | Ligier-Renault    | JS39B        | Renault RS6 3.5 V10                             | G     | 26 | Olivier Panis          | 1–16        | Franck Lagorce                                            |
| Scuderia Ferrari                       | Ferrari           | 412T1 412T1B | Ferrari 041/1 3.0 V12 043/1 3.0 V12             | G     | 27 | Jean Alesi             | 1, 4–16     | Nicola Larini                                             |
| Scuderia Ferrari                       | Ferrari           | 412T1 412T1B | Ferrari 041/1 3.0 V12 043/1 3.0 V12             | G     | 27 | Nicola Larini          | 2–3         | Nicola Larini                                             |
| Scuderia Ferrari                       | Ferrari           | 412T1 412T1B | Ferrari 041/1 3.0 V12 043/1 3.0 V12             | G     | 28 | Gerhard Berger         | 1–16        | Nicola Larini                                             |
| Broker Sauber Mercedes Sauber Mercedes | Sauber-Mercedes   | C13          | Mercedes-Benz 2175B 3.0 V10                     | G     | 29 | Karl Wendlinger        | 1–4         | Kris Nissen                                               |
| Broker Sauber Mercedes Sauber Mercedes | Sauber-Mercedes   | C13          | Mercedes-Benz 2175B 3.0 V10                     | G     | 29 | Andrea de Cesaris      | 6–14        | Kris Nissen                                               |
| Broker Sauber Mercedes Sauber Mercedes | Sauber-Mercedes   | C13          | Mercedes-Benz 2175B 3.0 V10                     | G     | 29 | JJ Lehto               | 15–16       | Kris Nissen                                               |
| Broker Sauber Mercedes Sauber Mercedes | Sauber-Mercedes   | C13          | Mercedes-Benz 2175B 3.0 V10                     | G     | 30 | Heinz-Harald Frentzen  | 1–16        | Kris Nissen                                               |
| MTV Simtek Ford                        | Simtek-Ford       | S941         | Ford HBD6 3.5 V8                                | G     | 31 | David Brabham          | 1–16        |                                                           |
| MTV Simtek Ford                        | Simtek-Ford       | S941         | Ford HBD6 3.5 V8                                | G     | 32 | Roland Ratzenberger    | 1–3         |                                                           |
| MTV Simtek Ford                        | Simtek-Ford       | S941         | Ford HBD6 3.5 V8                                | G     | 32 | Andrea Montermini      | 5           |                                                           |
| MTV Simtek Ford                        | Simtek-Ford       | S941         | Ford HBD6 3.5 V8                                | G     | 32 | Jean-Marc Gounon       | 7–13        |                                                           |
| MTV Simtek Ford                        | Simtek-Ford       | S941         | Ford HBD6 3.5 V8                                | G     | 32 | Domenico Schiattarella | 14, 16      |                                                           |
| MTV Simtek Ford                        | Simtek-Ford       | S941         | Ford HBD6 3.5 V8                                | G     | 32 | Taki Inoue             | 15          |                                                           |
| Pacific Grand Prix                     | Pacific-Ilmor     | PR01         | Ilmor 2175A 3.5 V10                             | G     | 33 | Paul Belmondo          | 1–16        | Oliver Gavin                                              |
| Pacific Grand Prix                     | Pacific-Ilmor     | PR01         | Ilmor 2175A 3.5 V10                             | G     | 34 | Bertrand Gachot        | 1–16        | Oliver Gavin                                              |
| Zespół                                 | Konstruktor       | Samochód     | Silnik                                          | Opony | Nr | Kierowcy wyścigowi     | Rundy       | Kierowcy rezerwowi                                        |

### Zmiany przed sezonem

#### Zmiany wśród kierowców
- Ayrton Senna zastąpił w zespole Williams Alaina Prosta, który zakończył karierę.
- Mark Blundell zastąpił Andreę de Cesarisa w zespole Tyrrell Racing.
- Mistrz Niemieckiej Formuły 3 z 1993 roku, Jos Verstappen zastąpił w zespole Benetton Riccardo Patrese, który zakończył karierę.
- Martin Brundle zastąpił Ayrtona Sennę w McLarenie.
- Zespół Footwork nie przedłużył kontraktu z Derekiem Warwickiem i Agurim Suzukim. Nowymi kierowcami teamu zostali Christian Fittipaldi i Gianni Morbidelli.
- Olivier Beretta zastąpił Toshio Suzukiego w zespole Larrousse.
- Michele Alboreto zastąpił Jeana-Marca Gounona w Minardi.
- Ligier nie przedłużył kontraktu z Martinem Brundle i Markiem Blundellem. Nowymi kierowcami teamu zostali Francuzi: mistrz Formuły 3000 z 1993 roku, Olivier Panis i Éric Bernard.
- Heinz-Harald Frentzen zastąpił JJ Lehto w Sauberze.
- Zespół Simtek zadebiutował w Formule 1. Jego kierowcami zostali David Brabham i Roland Ratzenberger.
- Zespół Pacific także zadebiutował w Formule 1. Jego kierowcami zostali Paul Belmondo i Bertrand Gachot.

#### Zmiany wśród zespołów
- Williams zmienił sponsora tytularnego z firmy Canon na Rothmans.
- Benetton zmienił sponsora tytularnego z firmy Camel na Mild Seven.
- McLaren zamienił silniki Forda na silniki Peugeot.
- Footwork zamienił silniki Forda na silniki Mugen-Honda.
- Lotus zamienił silniki Mugen-Honda na silniki Forda.
- Zespół Larrousse zamienił silniki Lamborghini na silniki Forda.

### Zmiany w trakcie sezonu
- Williams w hołdzie tragicznie zmarłemu Ayrtonowi Sennie wystawił podczas Grand Prix Monako tylko jeden samochód. Od Grand Prix Hiszpanii bolid zmarłego Brazylijczyka przejął David Coulthard, jednak podczas Grand Prix Francji, Grand Prix Europy, Grand Prix Japonii i Grand Prix Australii bolid poprowadził Nigel Mansell.
- JJ Lehto zastąpił Josa Verstappena od Grand Prix San Marino do Grand Prix Kanady. W późniejszej części sezonu Fin musiał zastąpić zawieszonego na dwa wyścigi Michaela Schumachera podczas Grand Prix Włoch i Grand Prix Portugalii.
- Philippe Alliot zastąpił Mikę Häkkinena podczas Grand Prix Węgier.
- Alessandro Zanardi zastąpił poważnie kontuzjowanego Pedro Lamy’ego od Grand Prix Hiszpanii do Grand Prix Węgier i podczas Grand Prix Włoch. W wyścigu o Grand Prix Belgii i podczas Grand Prix Portugalii bolid z numerem 11 przejął Philippe Adams. Podczas Grand Prix Europy ten samochód poprowadził Éric Bernard. Natomiast w Japonii i Australii bolid poprowadził Mika Salo. Zanardi później zastąpił jeszcze Johnny'ego Herberta w trzech ostatnich wyścigach.
- Aguri Suzuki zastąpił zawieszonego na trzy wyścigi Eddiego Irvine’a podczas Grand Prix Pacyfiku, a Andrea de Cesaris poprowadził bolid Brytyjczyka podczas Grand Prix San Marino i Grand Prix Monako.
- Olivier Beretta po utracie sponsorów został zwolniony z zespołu Larrousse po Grand Prix Węgier. Podczas Grand Prix Belgii zastąpił go Philippe Alliot. W wyścigach o Grand Prix Włoch i Grand Prix Portugalii bolid z numerem 19 poprowadził Yannick Dalmas a w trzech ostatnich wyścigach samochód przejął Hideki Noda.
- Jean-Denis Délétraz zastąpił Érika Comasa podczas Grand Prix Australii.
- Johnny Herbert zastąpił Érica Bernarda podczas Grand Prix Europy, a w dwóch ostatnich wyścigach bolid z numerem 25 poprowadził Franck Lagorce.
- Nicola Larini zastąpił poważnie kontuzjowanego Jeana Alesiego podczas Grand Prix Pacyfiku i Grand Prix San Marino.
- Sauber wystawił tylko jeden samochód podczas Grand Prix Hiszpanii. Andrea de Cesaris zastąpił poważnie kontuzjowanego Karla Wendlingera od Grand Prix Kanady do Grand Prix Europy, a w dwóch ostatnich wyścigach bolid z numerem 29 przejął JJ Lehto.
- Simtek w hołdzie tragicznie zmarłemu Rolandowi Ratzenbergerowi wystawił tylko jeden samochód podczas Grand Prix Monako i Grand Prix Kanady. Podczas Grand Prix Hiszpanii bolid zmarłego Austriaka przejął Andrea Montermini, ale z powodu doznanej kontuzji musiał zrezygnować z dalszej części sezonu. Od Grand Prix Francji do Grand Prix Portugalii bolid z numerem 32 poprowadził Jean-Marc Gounon, później w wyścigach o Grand Prix Europy i Grand Prix Australii bolid przejął Domenico Schiattarella, a w Japonii samochód poprowadził Taki Inoue.

## Eliminacje
|    | Grand Prix        | Tor                                | Data            |          |
| -- | ----------------- | ---------------------------------- | --------------- | -------- |
| 1  | Brazylii          | Autódromo José Carlos Pace         | 27 marca        | Rezultat |
| 2  | Pacyfiku          | TI Circuit Aida                    | 17 kwietnia     | Rezultat |
| 3  | San Marino        | Autodromo Enzo e Dino Ferrari      | 1 maja          | Rezultat |
| 4  | Monako            | Circuit de Monaco                  | 15 maja         | Rezultat |
| 5  | Hiszpanii         | Circuit de Catalunya               | 29 maja         | Rezultat |
| 6  | Kanady            | Circuit Gilles Villeneuve          | 12 czerwca      | Rezultat |
| 7  | Francji           | Circuit de Nevers Magny Cours      | 3 lipca         | Rezultat |
| 8  | Wielkiej Brytanii | Silverstone Circuit                | 10 lipca        | Rezultat |
| 9  | Niemiec           | Hockenheimring                     | 31 lipca        | Rezultat |
| 10 | Węgier            | Hungaroring                        | 14 sierpnia     | Rezultat |
| 11 | Belgii            | Circuit de Spa-Francorchamps       | 28 sierpnia     | Rezultat |
| 12 | Włoch             | Autodromo Nazionale di Monza       | 11 września     | Rezultat |
| 13 | Portugalii        | Autódromo do Estoril               | 25 września     | Rezultat |
| 14 | Europy            | Circuito Permanente de Jerez       | 16 października | Rezultat |
| 15 | Japonii           | Suzuka International Racing Course | 6 listopada     | Rezultat |
| 16 | Australii         | Adelaide Grand Prix Circuit        | 13 listopada    | Rezultat |

### Zmiany w kalendarzu
- Nie odbył się wyścig o Grand Prix RPA.
- Odbył się nowy wyścig – Grand Prix Pacyfiku na torze TI Circuit Aida.
- Wyścigi o Grand Prix Monako i Grand Prix Hiszpanii zamieniły się miejscami.
- Pierwotnie 16 października miał się odbyć wyścig o Grand Prix Argentyny, jednak z powodu niedokończonej przebudowy toru Autódromo Oscar Alfredo Gálvez tego dnia odbyło się Grand Prix Europy na hiszpańskim torze Circuito Permanente de Jerez.

## Wyniki

### Najlepsze wyniki w Grand Prix
|    | Pole position      | Pole position    | Najszybsze okrążenie | Najszybsze okrążenie | Zwycięzca          | Zwycięzca        |
| -- | ------------------ | ---------------- | -------------------- | -------------------- | ------------------ | ---------------- |
| 1  | Ayrton Senna       | Williams-Renault | Michael Schumacher   | Benetton-Ford        | Michael Schumacher | Benetton-Ford    |
| 2  | Ayrton Senna       | Williams-Renault | Michael Schumacher   | Benetton-Ford        | Michael Schumacher | Benetton-Ford    |
| 3  | Ayrton Senna       | Williams-Renault | Damon Hill           | Williams-Renault     | Michael Schumacher | Benetton-Ford    |
| 4  | Michael Schumacher | Benetton-Ford    | Michael Schumacher   | Benetton-Ford        | Michael Schumacher | Benetton-Ford    |
| 5  | Michael Schumacher | Benetton-Ford    | Michael Schumacher   | Benetton-Ford        | Damon Hill         | Williams-Renault |
| 6  | Michael Schumacher | Benetton-Ford    | Michael Schumacher   | Benetton-Ford        | Michael Schumacher | Benetton-Ford    |
| 7  | Damon Hill         | Williams-Renault | Damon Hill           | Williams-Renault     | Michael Schumacher | Benetton-Ford    |
| 8  | Damon Hill         | Williams-Renault | Damon Hill           | Williams-Renault     | Damon Hill         | Williams-Renault |
| 9  | Gerhard Berger     | Ferrari          | David Coulthard      | Williams-Renault     | Gerhard Berger     | Ferrari          |
| 10 | Michael Schumacher | Benetton-Ford    | Michael Schumacher   | Benetton-Ford        | Michael Schumacher | Benetton-Ford    |
| 11 | Rubens Barrichello | Jordan-Hart      | Damon Hill           | Williams-Renault     | Damon Hill         | Williams-Renault |
| 12 | Jean Alesi         | Ferrari          | Damon Hill           | Williams-Renault     | Damon Hill         | Williams-Renault |
| 13 | Gerhard Berger     | Ferrari          | David Coulthard      | Williams-Renault     | Damon Hill         | Williams-Renault |
| 14 | Michael Schumacher | Benetton-Ford    | Michael Schumacher   | Benetton-Ford        | Michael Schumacher | Benetton-Ford    |
| 15 | Michael Schumacher | Benetton-Ford    | Damon Hill           | Williams-Renault     | Damon Hill         | Williams-Renault |
| 16 | Nigel Mansell      | Williams-Renault | Michael Schumacher   | Benetton-Ford        | Nigel Mansell      | Williams-Renault |

### Klasyfikacje szczegółowe

#### Kierowcy
| Legenda oznaczeń w tabelach wyników Wyświetl szablon na nowej stronie | Legenda oznaczeń w tabelach wyników Wyświetl szablon na nowej stronie                                                                     |
| Oznaczenie                                                            | Wyjaśnienie |
| --------------------------------------------------------------------- | --- |
| Złoty                                                                 | Zwycięzca lub mistrzostwo |
| Srebrny                                                               | 2. miejsce lub wicemistrzostwo |
| Brązowy                                                               | 3. miejsce lub II wicemistrzostwo |
| Zielony                                                               | Ukończył, punktował (w klasyfikacji generalnej, gdy zdobył co najmniej jeden punkt na przestrzeni sezonu, poza trzema powyższymi opcjami) |
| Niebieski                                                             | Ukończył, nie punktował (w klasyfikacji generalnej, gdy nie zdobył co najmniej jednego punktu na przestrzeni sezonu)                      |
| Czerwony                                                              | Nie zakwalifikował się (NZ) |
| Czerwony                                                              | Nie prekwalifikował się (NPK) |
| Różowy                                                                | Nie ukończył (NU) |
| Różowy                                                                | Niesklasyfikowany (NS) (w klasyfikacji generalnej, gdy nie został sklasyfikowany w żadnym wyścigu sezonu)                                 |
| Czarny                                                                | Zdyskwalifikowany (DK) |
| Czarny                                                                | Wykluczony (WYK/EX) |
| Biały                                                                 | Nie wystartował (NW) |
| Biały                                                                 | Kontuzjowany (K/INJ) |
| Biały                                                                 | Wyścig odwołany (OD/C) |
| Bez koloru                                                            | Został wycofany (WYC/WD) |
| Bez koloru                                                            | Nie przybył (NP/DNA) |
| Bez koloru                                                            | Nie brał udziału w treningach (NT/DNP) |
| Bez koloru                                                            | Nie został zgłoszony (–) |
| Pogrubienie                                                           | Start z pole position |
| Kursywa                                                               | Najszybsze okrążenie wyścigu |
| †                                                                     | Nie ukończył, ale jego rezultat został zaliczony ze względu na przejechanie więcej niż 90% dystansu wyścigu.                              |
| *                                                                     | Sezon w trakcie |
| 1/2/3                                                                 | Punktowana pozycja w sprincie |
| Lista systemów punktacji Formuły 1                                    | |

| Poz. | Kierowca               | Konstruktor           | Brazylia |    | San Marino | Monako | Hiszpania | Kanada |     | Wielka Brytania | Niemcy | Węgry | Belgia | Włochy | Portugalia | Unia Europejska | Japonia | Australia | Pkt. |
| ---- | ---------------------- | --------------------- | -------- | -- | ---------- | ------ | --------- | ------ | --- | --------------- | ------ | ----- | ------ | ------ | ---------- | --------------- | ------- | --------- | ---- |
| 1    | Michael Schumacher     | Benetton              | 1        | 1  | 1          | 1      | 2         | 1      | 1   | DK              | NU     | 1     | DK     |        |            | 1               | 2       | NU        | 92   |
| 2    | Damon Hill             | Williams              | 2        | NU | 6          | NU     | 1         | 2      | 2   | 1               | 8      | 2     | 1      | 1      | 1          | 2               | 1       | NU        | 91   |
| 3    | Gerhard Berger         | Ferrari               | NU       | 2  | NU         | 3      | NU        | 4      | 3   | NU              | 1      | 12†   | NU     | 2      | NU         | 5               | NU      | 2         | 41   |
| 4    | Mika Häkkinen          | McLaren               | NU       | NU | 3          | NU     | NU        | NU     | NU  | 3               | NU     |       | 2      | 3      | 3          | 3               | 7       | 12†       | 26   |
| 5    | Jean Alesi             | Ferrari               | 3        |    |            | 5      | 4         | 3      | NU  | 2               | NU     | NU    | NU     | NU     | NU         | 10              | 3       | 6         | 24   |
| 6    | Rubens Barrichello     | Jordan                | 4        | 3  | NZ         | NU     | NU        | 7      | NU  | 4               | NU     | NU    | NU     | 4      | 4          | 12              | NU      | 4         | 19   |
| 7    | Martin Brundle         | McLaren               | NU       | NU | 8          | 2      | 11†       | NU     | NU  | NU              | NU     | 4†    | NU     | 5      | 6          | NU              | NU      | 3         | 16   |
| 8    | David Coulthard        | Williams              |          |    |            |        | NU        | 5      |     | 5               | NU     | NU    | 4      | 6†     | 2          |                 |         |           | 14   |
| 9    | Nigel Mansell          | Williams              |          |    |            |        |           |        | NU  |                 |        |       |        |        |            | NU              | 4       | 1         | 13   |
| 10   | Jos Verstappen         | Benetton              | NU       | NU |            |        |           |        | NU  | 8               | NU     | 3     | 3      | NU     | 5          | NU              |         |           | 10   |
| 11   | Olivier Panis          | Ligier                | 11       | 9  | 11         | 9      | 7         | 12     | NU  | 12              | 2      | 6     | 7      | 10     | DK         | 9               | 11      | 5         | 9    |
| 12   | Mark Blundell          | Tyrrell               | NU       | NU | 9          | NU     | 3         | 10†    | 10  | NU              | NU     | 5     | 5      | NU     | NU         | 13              | NU      | NU        | 8    |
| 13   | Heinz-Harald Frentzen  | Sauber                | NU       | 5  | 7          | NW     | NU        | NU     | 4   | 7               | NU     | NU    | NU     | NU     | NU         | 6               | 6       | 7         | 7    |
| 14   | Nicola Larini          | Ferrari               |          | NU | 2          |        |           |        |     |                 |        |       |        |        |            |                 |         |           | 6    |
| 15   | Christian Fittipaldi   | Footwork              | NU       | 4  | 13†        | NU     | NU        | DK     | 8   | 9               | 4      | 14†   | NU     | NU     | 8          | 17              | 8       | 8         | 6    |
| 16   | Eddie Irvine           | Jordan                | NU       |    |            |        | 6         | NU     | NU  | NU              | NU     | NU    | 13†    | NU     | 7          | 4               | 5       | NU        | 6    |
| 17   | Ukyō Katayama          | Tyrrell               | 5        | NU | 5          | NU     | NU        | NU     | NU  | 6               | NU     | NU    | NU     | NU     | NU         | 7               | NU      | NU        | 5    |
| 18   | Éric Bernard           | Ligier/Lotus          | NU       | 10 | 12         | NU     | 8         | 13     | NU  | 13              | 3      | 10    | 10     | 7      | 10         | 18              |         |           | 4    |
| 19   | Karl Wendlinger        | Sauber                | 6        | NU | 4          | INJ    |           |        |     |                 |        |       |        |        |            |                 |         |           | 4    |
| 20   | Andrea de Cesaris      | Jordan/Sauber         |          |    | NU         | 4      |           | NU     | 6   | NU              | NU     | NU    | NU     | NU     | NU         | NU              |         |           | 4    |
| 21   | Pierluigi Martini      | Minardi               | 8        | NU | NU         | NU     | 5         | 9      | 5   | 10              | NU     | NU    | 8      | NU     | 12         | 15              | NU      | 9         | 4    |
| 22   | Gianni Morbidelli      | Footwork              | NU       | NU | NU         | NU     | NU        | NU     | NU  | NU              | 5      | NU    | 6      | NU     | 9          | 11              | NU      | NU        | 3    |
| 23   | Érik Comas             | Larrousse             | 9        | 6  | NU         | 10     | NU        | NU     | 11† | NU              | 6      | 8     | NU     | 8      | NU         | NU              | 9       |           | 2    |
| 24   | JJ Lehto               | Benetton/Sauber       |          |    | NU         | 7      | NU        | 6      |     |                 |        |       |        | 9      | NU         |                 | NU      | 10        | 1    |
| 25   | Michele Alboreto       | Minardi               | NU       | NU | NU         | 6      | NU        | 11     | NU  | NU              | NU     | 7     | 9      | NU     | 13         | 14              | NU      | NU        | 1    |
| —    | Johnny Herbert         | Lotus/Ligier/Benetton | 7        | 7  | 10         | NU     | NU        | 8      | 7   | 11              | NU     | NU    | 12     | NU     | 11         | 8               | NU      | NU        | 0    |
| —    | Olivier Beretta        | Larrousse             | NU       | NU | NU         | 8      | NU        | NU     | NU  | 14              | 7      | 9     |        |        |            |                 |         |           | 0    |
| —    | Pedro Lamy             | Lotus                 | 10       | 8  | NU         | 11     |           |        |     |                 |        |       |        |        |            |                 |         |           | 0    |
| —    | Jean-Marc Gounon       | Simtek                |          |    |            |        |           |        | 9   | 16              | NU     | NU    | 11     | NU     | 15         |                 |         |           | 0    |
| —    | Alessandro Zanardi     | Lotus                 |          |    |            |        | 9         | 15     | NU  | NU              | NU     | 13    |        | NU     |            | 16              | 13      | NU        | 0    |
| —    | David Brabham          | Simtek                | 12       | NU | NU         | NU     | 10        | 14     | NU  | 15              | NU     | 11    | NU     | NU     | NU         | NU              | 12      | NU        | 0    |
| —    | Mika Salo              | Lotus                 |          |    |            |        |           |        |     |                 |        |       |        |        |            |                 | 10      | NU        | 0    |
| —    | Franck Lagorce         | Ligier                |          |    |            |        |           |        |     |                 |        |       |        |        |            |                 | NU      | 11        | 0    |
| —    | Roland Ratzenberger    | Simtek                | NZ       | 11 | NW         |        |           |        |     |                 |        |       |        |        |            |                 |         |           | 0    |
| —    | Yannick Dalmas         | Larrousse             |          |    |            |        |           |        |     |                 |        |       |        | NU     | 14         |                 |         |           | 0    |
| —    | Philippe Adams         | Lotus                 |          |    |            |        |           |        |     |                 |        |       | NU     |        | 16         |                 |         |           | 0    |
| —    | Domenico Schiattarella | Simtek                |          |    |            |        |           |        |     |                 |        |       |        |        |            | 19              |         | NU        | 0    |
| —    | Bertrand Gachot        | Pacific               | NU       | NZ | NU         | NU     | NU        | NU     | NZ  | NZ              | NZ     | NZ    | NZ     | NZ     | NZ         | NZ              | NZ      | NZ        | 0    |
| —    | Ayrton Senna           | Williams              | NU       | NU | NU         |        |           |        |     |                 |        |       |        |        |            |                 |         |           | 0    |
| —    | Hideki Noda            | Larrousse             |          |    |            |        |           |        |     |                 |        |       |        |        |            | NU              | NU      | NU        | 0    |
| —    | Paul Belmondo          | Pacific               | NZ       | NZ | NZ         | NU     | NU        | NZ     | NZ  | NZ              | NZ     | NZ    | NZ     | NZ     | NZ         | NZ              | NZ      | NZ        | 0    |
| —    | Philippe Alliot        | McLaren/Larrousse     |          |    |            |        |           |        |     |                 |        | NU    | NU     |        |            |                 |         |           | 0    |
| —    | Aguri Suzuki           | Jordan                |          | NU |            |        |           |        |     |                 |        |       |        |        |            |                 |         |           | 0    |
| —    | Taki Inoue             | Simtek                |          |    |            |        |           |        |     |                 |        |       |        |        |            |                 | NU      |           | 0    |
| —    | Jean-Denis Délétraz    | Larrousse             |          |    |            |        |           |        |     |                 |        |       |        |        |            |                 |         | NU        | 0    |
| —    | Andrea Montermini      | Simtek                |          |    |            |        | NZ        |        |     |                 |        |       |        |        |            |                 |         |           | 0    |
| Poz. | Kierowca               | Konstruktor           | Brazylia |    | San Marino | Monako | Hiszpania | Kanada |     | Wielka Brytania | Niemcy | Węgry | Belgia | Włochy | Portugalia | Unia Europejska | Japonia | Australia | Pkt. |

#### Konstruktorzy
| Poz. | Konstruktor       | Nr | Brazylia |    | San Marino | Monako | Hiszpania | Kanada |     | Wielka Brytania | Niemcy | Węgry | Belgia | Włochy | Portugalia | Unia Europejska | Japonia | Australia | Pkt. |
| ---- | ----------------- | -- | -------- | -- | ---------- | ------ | --------- | ------ | --- | --------------- | ------ | ----- | ------ | ------ | ---------- | --------------- | ------- | --------- | ---- |
| 1    | Williams-Renault  | 0  | 2        | NU | 6          | NU     | 1         | 2      | 2   | 1               | 8      | 2     | 1      | 1      | 1          | 2               | 1       | NU        | 118  |
| 1    | Williams-Renault  | 2  | NU       | NU | NU         |        | NU        | 5      | NU  | 5               | NU     | NU    | 4      | 6†     | 2          | NU              | 4       | 1         | 118  |
| 2    | Benetton-Ford     | 5  | 1        | 1  | 1          | 1      | 2         | 1      | 1   | DK              | NU     | 1     | DK     | 9      | NU         | 1               | 2       | NU        | 103  |
| 2    | Benetton-Ford     | 6  | NU       | NU | NU         | 7      | NU        | 6      | NU  | 8               | NU     | 3     | 3      | NU     | 5          | NU              | NU      | NU        | 103  |
| 3    | Ferrari           | 27 | 3        | NU | 2          | 5      | 4         | 3      | NU  | 2               | NU     | NU    | NU     | NU     | NU         | 10              | 3       | 6         | 71   |
| 3    | Ferrari           | 28 | NU       | 2  | NU         | 3      | NU        | 4      | 3   | NU              | 1      | 12†   | NU     | 2      | NU         | 5               | NU      | 2         | 71   |
| 4    | McLaren-Peugeot   | 7  | NU       | NU | 3          | NU     | NU        | NU     | NU  | 3               | NU     | NU    | 2      | 3      | 3          | 3               | 7       | 12†       | 42   |
| 4    | McLaren-Peugeot   | 8  | NU       | NU | 8          | 2      | 11†       | NU     | NU  | NU              | NU     | 4†    | NU     | 5      | 6          | NU              | NU      | 3         | 42   |
| 5    | Jordan-Hart       | 14 | 4        | 3  | NZ         | NU     | NU        | 7      | NU  | 4               | NU     | NU    | NU     | 4      | 4          | 12              | NU      | 4         | 28   |
| 5    | Jordan-Hart       | 15 | NU       | NU | NU         | 4      | 6         | NU     | NU  | NU              | NU     | NU    | 13†    | NU     | 7          | 4               | 5       | NU        | 28   |
| 6    | Ligier-Renault    | 25 | NU       | 10 | 12         | NU     | 8         | 13     | NU  | 13              | 3      | 10    | 10     | 7      | 10         | 8               | NU      | 11        | 13   |
| 6    | Ligier-Renault    | 26 | 11       | 9  | 11         | 9      | 7         | 12     | NU  | 12              | 2      | 6     | 7      | 10     | DK         | 9               | 11      | 5         | 13   |
| 7    | Tyrrell-Yamaha    | 3  | 5        | NU | 5          | NU     | NU        | NU     | NU  | 6               | NU     | NU    | NU     | NU     | NU         | 7               | NU      | NU        | 13   |
| 7    | Tyrrell-Yamaha    | 4  | NU       | NU | 9          | NU     | 3         | 10†    | 10  | NU              | NU     | 5     | 5      | NU     | NU         | 13              | NU      | NU        | 13   |
| 8    | Sauber-Mercedes   | 29 | 6        | NU | 4          | NW     |           | NU     | 6   | NU              | NU     | NU    | NU     | NU     | NU         | NU              | NU      | 10        | 12   |
| 8    | Sauber-Mercedes   | 30 | NU       | 5  | 7          | NW     | NU        | NU     | 4   | 7               | NU     | NU    | NU     | NU     | NU         | 6               | 6       | 7         | 12   |
| 9    | Footwork-Ford     | 9  | NU       | 4  | 13†        | NU     | NU        | DK     | 8   | 9               | 4      | 14†   | NU     | NU     | 8          | 17              | 8       | 8         | 9    |
| 9    | Footwork-Ford     | 10 | NU       | NU | NU         | NU     | NU        | NU     | NU  | NU              | 5      | NU    | 6      | NU     | 9          | 11              | NU      | NU        | 9    |
| 10   | Minardi-Ford      | 23 | 8        | NU | NU         | NU     | 5         | 9      | 5   | 10              | NU     | NU    | 8      | NU     | 12         | 15              | NU      | 9         | 5    |
| 10   | Minardi-Ford      | 24 | NU       | NU | NU         | 6      | NU        | 11     | NU  | NU              | NU     | 7     | 9      | NU     | 13         | 14              | NU      | NU        | 5    |
| 11   | Larrousse-Ford    | 19 | 9        | 6  | NU         | 10     | NU        | NU     | 11† | NU              | 6      | 8     | NU     | 8      | NU         | NU              | 9       | NU        | 2    |
| 11   | Larrousse-Ford    | 20 | NU       | NU | NU         | 8      | NU        | NU     | NU  | 14              | 7      | 9     | NU     | NU     | 14         | NU              | NU      | NU        | 2    |
| —    | Lotus-Mugen-Honda | 11 | 10       | 8  | NU         | 11     | 9         | 15     | NU  | NU              | NU     | 13    | NU     | NU     | 16         | 16              | 13      | NU        | 0    |
| —    | Lotus-Mugen-Honda | 12 | 7        | 7  | 10         | NU     | NU        | 8      | 7   | 11              | NU     | NU    | 12     | NU     | 11         | 18              | 10      | NU        | 0    |
| —    | Simtek-Ford       | 31 | 12       | NU | NU         | NU     | 10        | 14     | NU  | 15              | NU     | 11    | NU     | NU     | NU         | NU              | 12      | NU        | 0    |
| —    | Simtek-Ford       | 32 | NZ       | 11 | NW         |        | NZ        |        | 9   | 16              | NU     | NU    | 11     | NU     | 15         | 19              | NU      | NU        | 0    |
| —    | Pacific-Ilmor     | 33 | NZ       | NZ | NZ         | NU     | NU        | NZ     | NZ  | NZ              | NZ     | NZ    | NZ     | NZ     | NZ         | NZ              | NZ      | NZ        | 0    |
| —    | Pacific-Ilmor     | 34 | NU       | NZ | NU         | NU     | NU        | NU     | NZ  | NZ              | NZ     | NZ    | NZ     | NZ     | NZ         | NZ              | NZ      | NZ        | 0    |
| Poz. | Konstruktor       | Nr | Brazylia |    | San Marino | Monako | Hiszpania | Kanada |     | Wielka Brytania | Niemcy | Węgry | Belgia | Włochy | Portugalia | Unia Europejska | Japonia | Australia | Pkt. |